# Marcus Anton Wittola
Marcus (Maximilian) Anton Wittola, né le 25 avril 1736 à Kosel et mort le 23 mars 1797 à Vienne, est un théologien et prêtre autrichien.

## Biographie
Marcus Anton Wittola est élève d'une école jésuite, étudie à Vienne à partir de 1757 et obtient son doctorat en théologie. Le directeur de la faculté de théologie, l'évêque auxiliaire Simon von Stock (1710-1772), l'initie au jansénisme et au joséphisme.
Après avoir reçu l'ordination, il est de 1764 à 1774 curé dans le diocèse de Passau à Schörfling am Attersee. Il est ensuite au service du prince-évêque de Chiemsee Franz Karl Eusebius von Waldburg-Friedberg und Trauchburg (de) pendant une courte période comme son conseiller privé.
Après la mort de Simon von Stock, l'impératrice Marie-Thérèse suit la suggestion de Stock pour qu'il devienne directeur de la faculté de théologie, mais les jésuites et les dominicains de la faculté s'y opposent. En 1774, il devient prêtre à Probstdorf, près de Vienne. De 1775 à 1779, Karl Schwarzl (de) travaille pour lui comme vicaire paroissial et accepte son influence. En 1777, Wittola devient également prêtre mitré de la prévôté de Bienko en Hongrie. À partir d'environ 1780, il est également actif dans la censure d'État des livres à Vienne, mais il perd ce poste pour avoir approuvé la réimpression du Prospectus des Annales des jésuites.
Wittola publie quelques écrits, mais ses traductions d'écrits théologiques français, notamment des appelants, sont considérées comme d'une plus grande importance. De 1784 à 1789, il publie le Wienerische Kirchenzeitung et de 1790 à 1792 trois volumes des Dernières contributions à l'enseignement religieux et à l'histoire de l'Église. Son ouvrage Schreiben eines österreichischen Pfarrers über die Toleranz. Nach den Grundsätzen der katholischen Kirche, publié en deux volumes en 1781 et 1782, est mis à l'Index librorum prohibitorum le 26 septembre 1783.